# Uroš Plavšić
Uroš Plavšić (in serbo Урош Плавшић?; Čačak, 22 dicembre 1998) è un cestista serbo.